# Patricia Day
Pour les articles homonymes, voir Day.
Patricia Day est la bassiste et chanteuse du groupe de psychobilly HorrorPops. Elle est mariée au leader de Nekromantix Kim Nekroman.

## Carrière
Native de Copenhague au Danemark, Day commença dans le groupe de punk rock Peanut Pump Gun. Elle rencontra son mari Kim Nekroman leader et bassiste du groupe Nekromantix en 1996 lors d'un festival à Cologne en Allemagne, c'est ensemble qu'ils créeront le groupe HorrorPops. 
En concert, Day joue une contrebasse faite sur mesure par Kim Nekroman, pesant la moitié d'une contrebasse normale, avec un manche et un corps plus fin, l'instrument est fait sur mesure pour les mains de Day qui sont plus fines que les joueurs de contrebasse. 
En 2006, Day collabora avec le groupe californien Left Alone en chantant et en jouant de la contrebasse ou encore sur l'album "My Riot" du groupe Roger Miret and the Disasters.